# Rioblanco
Rioblanco is een gemeente in het Colombiaanse departement Tolima. De gemeente, gelegen in de Cordillera Central, telt 24.993 inwoners (2005). De gemeente is een belangrijke koffieproducent van Colombia.

## Flora en fauna
Rioblanco kent een rijke flora en fauna. Het nationaal park Parque Nacional Natural Las Hermosas ligt in de gemeente.
Alpujarra · Alvarado · Ambalema · Anzoátegui · Armero · Ataco · Cajamarca · Carmen de Apicalá · Casabianca · Chaparral · Coello · Coyaima · Cunday · Dolores · Espinal · Falan · Flandes · Fresno · Guamo · Herveo · Honda · Ibagué · Icononzo · Lérida · Líbano · Mariquita · Melgar · Murrilo · Natagaima · Ortega · Palocabildo · Piedras · Planadas · Prado · Purificación · Rioblanco · Roncesvalles · Rovira · Saldaña · San Antonio · San Luis · Santa Isabel · Suárez · Valle de San Juan · Venadillo · Villahermosa · Villarrica